# Mindelheimer Vertrag
Der Mindelheimer Vertrag wurde im Jahr 1569 geschlossen und regelte die gleichzeitige Nutzung einer Kirche durch Katholiken und Protestanten. Er wird heute gelegentlich als Anfang der Ökumene gesehen.
In Memmingen gab es zu diesem Zeitpunkt zwei Kirchen, die Martinskirche und die Frauenkirche. Da im Jahr 1524/25 in Memmingen das protestantische Christentum eingeführt wurde, befand sich die Martinskirche im Besitz der Protestanten, die den größten Anteil in der Bevölkerung hatten. Gleichzeitig wurde die Kirche von den Antonitern genutzt. Die Frauenkirche dagegen war immer noch katholisch und wurde als Ordenskirche des Kreuzherrenklosters genutzt.
Im Mindelheimer Vertrag wurde die Nutzung der beiden Kirchen geregelt; dabei wurde vereinbart, dass die Kirchen von beiden Konfessionen genutzt werden durfte. Die Frauenkirche wurde aufgeteilt: Die Sakristei, das Langhaus und die Orgelempore waren von nun an protestantisch, der Chorraum und die erste Empore katholisch. Die Kirche stand acht Stunden täglich den Protestanten zur Verfügung.
Der Vertrag bestand bis in das Jahr 1805.